# Liste der Monuments historiques in Essarts en Bocage
Die Liste der Monuments historiques in Essarts en Bocage führt die Monuments historiques in der französischen Gemeinde Essarts en Bocage auf.

## Liste der Bauwerke
| Bezeichnung      | Beschreibung | Standort                                       | Kennzeichnung | Schutzstatus | Datum | Bild           |
| ---------------- | ------------ | ---------------------------------------------- | ------------- | ------------ | ----- | -------------- |
| Schloss          |              | Le Vieux-Château (Ortsteil Les Essarts) (Lage) | PA00110091    | Inscrit      | 1962  | weitere Bilder |
| Kirche St-Pierre |              | Ortsteil Les Essarts (Lage)                    | PA00110092    | Classé       | 1971  | weitere Bilder |
| Schule           |              | Ortsteil Sainte-Florence (Lage)                | PA85000014    | Inscrit      | 1998  |                |

## Liste der Objekte
- Monuments historiques (Objekte) in Les Essarts (Vendée) in der Base Palissy des französischen Kultusministeriums
- Monuments historiques (Objekte) in Sainte-Florence (Vendée) in der Base Palissy des französischen Kultusministeriums